# Гнезненське воєводство
52°32′05″ пн. ш. 17°35′50″ сх. д. / 52.5347° пн. ш. 17.5973° сх. д.
Гне́зненське воєво́дство (лат. Palatinatus Gnesnensis, пол. Województwo gnieźnieńskie) — адміністративно-територіальна одиниця Корони Польської в Речі Посполитій. Існувало в 1768—1793 роках. Створене із 3 повітів Каліського воєводства. Входило до складу Великопольської провінції. Належало до регіону Великопольща. Розташовувалося в західній частині Речі Посполитої, на сході Великопольщі. Головне місто — Гнезно. Очолювалося Гнезненськими воєводами. Сеймик воєводства збирався у містечку Коло.
Складалося із 3 повітів. Станом на 1791 рік площа воєводства становила 7660 км². Населення в 1790 році нараховувало 67 266 осіб. Ліквідоване 1793 року під час другого поділу Речі Посполитої. Територія воєводства увійшла до складу провінції Південна Пруссія королівства Пруссія.

## Повіти
- Гнезненський повіт → Гнезно
- Кцинський повіт → Кциня
- Накельський повіт → Накло-над-Нотецем